# Pustułka rdzawa
Pustułka rdzawa (Falco alopex) – gatunek średniej wielkości ptaka drapieżnego z rodziny sokołowatych (Falconidae). Spotyka się go na suchych obszarach Afryki. Nie wyróżnia się podgatunków.

## Charakterystyka
To duża, wysmukła pustułka z długimi, wąskimi skrzydłami i ogonem. Ma 32–38 cm długości z rozpiętością skrzydeł 76–86 cm i waży 250–300 gramów. Samica jest o 3% większa od samca. Ubarwienie jest ciemnorude (stąd angielska nazwa tego ptaka to pustułka lisia) od góry i z czarnym prążkowaniem od dołu. Ogon posiada wąskie, czarne paski, podczas gdy lotki u skrzydeł są ciemne i nie mają pasków. Spodnia część pokrywy skrzydłowej jest jasna, co kontrastuje z ciemniejszym ciałem. Oczy mają żółto-brązową barwę, choć podobna pustułka stepowa ma białawe oczy, bardziej blade ubarwienie, prążkowane lotki i szary ogon.
Osobnik młodociany ma wyraźniejsze smużenie niż ptaki dorosłe i jaśniejsze prążkowanie na ogonie.
Pustułki rdzawe wydają wysokie, skrzekliwe okrzyki, ale poza okresem lęgowym przeważnie ptaki te się nie odzywają.

## Występowanie i siedlisko
Gnieździ się na sawannach na południe od Sahary od południowego Mali i Wybrzeża Kości Słoniowej na wschód aż po Sudan, wybrzeże Erytrei, Etiopię, północno-zachodnią i środkową Kenię. Rzadziej zalatuje na zachód do Senegalu, Gambii i Gwinei, a na południe do Demokratycznej Republiki Konga. Większość ptaków jest osiadła, choć niektóre osobniki wykazują ruchy migracyjne w trakcie pory wilgotnej na północy areału i na południu w czasie pory suchej. Pustułki rdzawe widuje się również w pobliżu klifów i kamienistych wzniesień. Zamieszkuje tereny od poziomu morza po 2200 m n.p.m., choć najczęściej poniżej 1000 m n.p.m. Zajmuje szeroki zasięg sięgający około 4 milionów km², ale jest tam zwykle ptakiem rzadko spotykanym.

## Zachowanie
Rzadko zawisa w powietrzu. Zwykle poluje w trakcie czatowania z wysoko ustawionego obiektu, np. drzewa lub skały. Żywi się owadami, jaszczurkami i małymi ssakami. Ogólnie łapie zdobycz na ziemi, ale również zdarza się jej chwytać ptaki w locie, gdy uciekają z płonącej trawy.
Zachowania związane z wydawaniem na świat potomstwa są słabo poznane. Gniazdo tej pustułki znajduje się w dziurze lub szczelinie na klifie lub półce skalnej. Nie wykorzystuje żadnych materiałów do jego budowy. W lęgu znajduje się zwykle 2–3 jaja. Czasem ptaki rozmnażają się w luźnych koloniach liczących do 20 par.

## Status
Międzynarodowa Unia Ochrony Przyrody (IUCN) uznaje pustułkę rdzawą za gatunek najmniejszej troski (LC – least concern) nieprzerwanie od 1988 roku. Liczebność światowej populacji szacuje się na 670–6700 dorosłych osobników. Trend liczebności populacji uznaje się za stabilny.